# Institutstraße 8 (München)

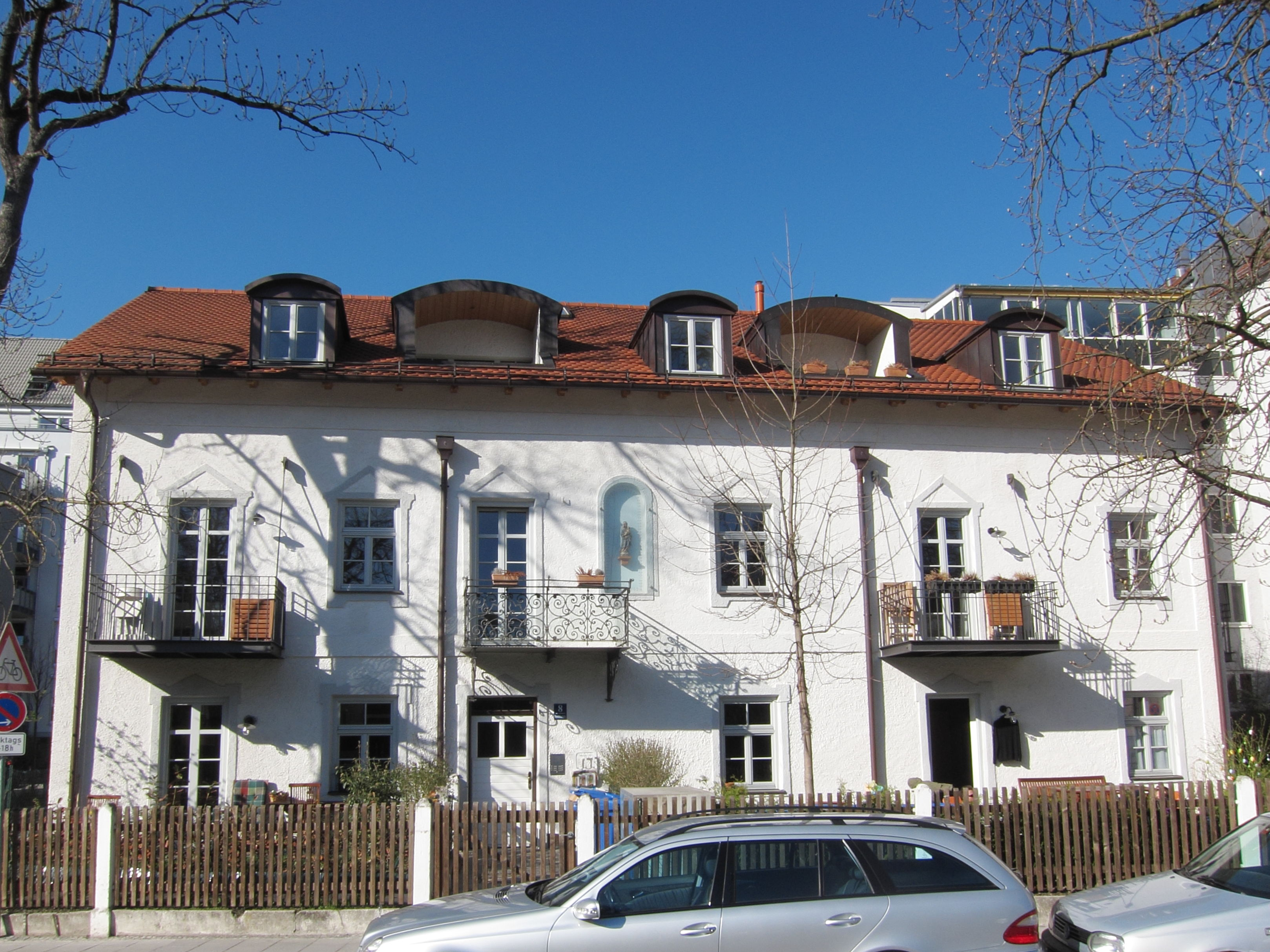
Institutstraße 8 im Stadtteil Pasing von München

Das Gebäude Institutstraße 8 im Stadtteil Pasing der bayerischen Landeshauptstadt München wurde in der zweiten Hälfte des 19. Jahrhunderts errichtet. Das Wohnhaus ist ein geschütztes Baudenkmal.
Der zweigeschossige Satteldachbau, vermutlich ein ehemaliges Bauernhaus, besitzt traufseitig eine Nische mit der Figur der Madonna mit Kind. 
Das Anwesen gehört zum Ensemble ehemaliger Ortskern Pasing.